# 동카리브 달러
동카리브 달러 (East Caribbean dollar, 통화 기호: $; ISO 4217 부호: XCD)는 동카리브국가기구 9개국의 화폐이다. 1965년부터 출범됐으며 $ 혹은 EC$ 로 달러 사용 국가와 구별해 쓴다. 1 EC$는 100센트로 나뉘며 1976년부터 미국 달러에 대해 US$1 = EC$2.7로 고정 환율제를 실시하고 있다.

## EC$ 사용국
독립국으로는 6개국인 앤티가 바부다, 도미니카 연방, 그레나다, 세인트키츠 네비스, 세인트 루시아, 세인트빈센트 그레나딘이 있다. 영국의 해외 영토인 앵귈라와 몬트세랫도 동카리브 달러를 사용한다. 영국령 버진아일랜드는 여기에 동참하지 않고 미국 달러를 사용하고 있다. 전체 인구는 60만 명 규모로 몬테네그로와 워싱턴 D. C.와 동급이다. 영국의 엘리자베스 2세 여왕이 지폐와 주화 앞면에 나타난다.

## 역사
동카리브 달러는 스페인 달러를 계승한 것과 같다고 볼 수 있다. 19세기 널리 퍼지면서 영국의 금본위제와 더불어 존재한 스페인 달러는 당시부터 4실링과 2펜스의 비율로 거래됐으며 1976년까지도 이들 지역에서는 파운드 스텔링을 해당 비율로 거래하고 있다. 영국령 서인도제도 달러를 대체했으며 1965년부터 지폐, 1971년부터 주화를 발행하고 있다.
1972년 바베이도스가 기구를 탈퇴했다. 동카리브해 중앙은행이 발행하고 있으며 세인트키츠 네비스의 수도인 바스테르에 본부가 있다.

## 동전
1981년까지, 영국령 서인도제도 달러(BWI$)의 동전이 유통했다. 1981년, 동전의 새로운 시리즈는 1, 2, 5, 10, 25 센트, 1 달러의 종류로 도입되었다. 둥글고 알루미늄 청동 1 달러 동전은 1989년에 10각형이고 백동 종류로 대체되었다. 높은 단위는 있으나 단지 메달 동전(medal-coin, 유통하지 않는 법정 통화)으로서 발행된다.
| 2002년 시리즈 보관됨 2011-09-27 - 웨이백 머신 | 2002년 시리즈 보관됨 2011-09-27 - 웨이백 머신 | 2002년 시리즈 보관됨 2011-09-27 - 웨이백 머신 | 2002년 시리즈 보관됨 2011-09-27 - 웨이백 머신 | 2002년 시리즈 보관됨 2011-09-27 - 웨이백 머신 | 2002년 시리즈 보관됨 2011-09-27 - 웨이백 머신 | 2002년 시리즈 보관됨 2011-09-27 - 웨이백 머신 | 2002년 시리즈 보관됨 2011-09-27 - 웨이백 머신 |
| 가치                                          | 규격                                          | 규격                                          | 규격                                          | 모양                                          | 모양                                          | 모양                                          | 최초 주조일                                   |
| 가치                                          | 지름                                          | 무게                                          | 성분                                          | 모서리                                        | 앞면                                          | 뒷면                                          | 최초 주조일                                   |
| --------------------------------------------- | --------------------------------------------- | --------------------------------------------- | --------------------------------------------- | --------------------------------------------- | --------------------------------------------- | --------------------------------------------- | --------------------------------------------- |
| 1 센트                                        | 18.42 mm                                      | 1.03 g                                        | 알루미늄                                      | 평평함                                        | 영국의 엘리자베스 2세                         | 액면, 주조년도, 국가명                        | 2002년                                        |
| 2 센트                                        | 21.46 mm                                      | 1.42 g                                        | 알루미늄                                      | 평평함                                        | 영국의 엘리자베스 2세                         | 액면, 주조년도, 국가명                        | 2002년                                        |
| 5 센트                                        | 23.11 mm                                      | 1.74 g                                        | 알루미늄                                      | 평평함                                        | 영국의 엘리자베스 2세                         | 액면, 주조년도, 국가명                        | 2002년                                        |
| 10 센트                                       | 18.06 mm                                      | 2.59 g                                        | 백동                                          | 늑골장식                                      | 영국의 엘리자베스 2세                         | 액면, 주조년도, 국가명, 배모양                | 2002년                                        |
| 25 센트                                       | 23.98 mm                                      | 6.48 g                                        | 백동                                          | 늑골장식                                      | 영국의 엘리자베스 2세                         | 액면, 주조년도, 국가명, 배모양                | 2002년                                        |
| 1 달러                                        | 26.5 mm                                       | 7.98 g                                        | 백동                                          | 부드럽게 처리, 늑골장식                       | 영국의 엘리자베스 2세                         | 액면, 주조년도, 국가명, 배모양                | 2002년                                        |

## 지폐
1965년 통화기구가 설립되면서 1, 5, 20, 100달러 지폐가 발행됐다. 첫 번째판은 1985년 통화기구의 이름이 새겨지면서 다시 발행됐으며 10달러 지폐가 추가됐으며 1989년 1달러 지폐는 동전으로 발행되었고 50달러 지폐가 1993년 추가됐다.

## 같이 보기
- 통화 동맹
- 스털링 지역

## 참고 문헌
- Krause, Chester L.; Clifford Mishler; Colin R. Bruce II (senior editor) (2003). 《2004 Standard Catalog of World Coins: 1901-Present.》 31판. Krause Publications. ISBN 0-87349-593-4.